# Fraternità monastiche di Gerusalemme
Fraternità monastiche di Gerusalemme (in francese: Fraternités monastiques de Jérusalem) è il nome di due istituti religiosi di diritto diocesano, l'uno maschile e l'altro femminile, fondati nel 1975 dal sacerdote francese Pierre-Marie Delfieux e riconosciuti nel 1996 dal cardinale Jean-Marie Lustiger, arcivescovo di Parigi.

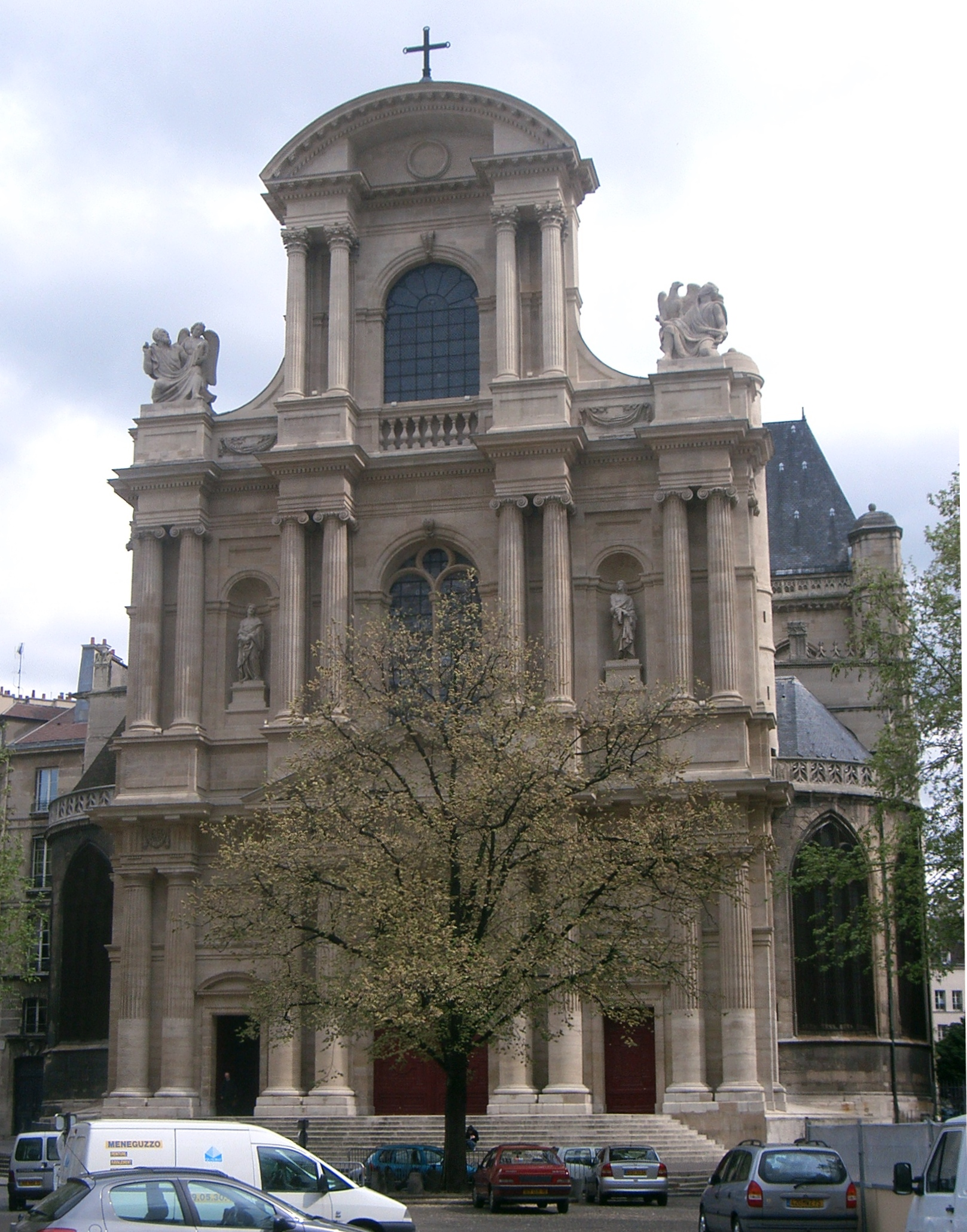
La chiesa dei Santi Gervasio e Protasio a Parigi, dove ebbero origine le Fraternità monastiche di Gerusalemme

## Caratteristiche
Le Fraternità di Gerusalemme sono nate come espressione del movimento di rinnovamento ecclesiale seguito al Concilio Vaticano II, su iniziativa del cardinale François Marty, allora arcivescovo di Parigi, e del sacerdote Pierre-Marie Delfieux, poi cappellano degli studenti della Sorbona. Esse riuniscono monaci, monache e laici, ciascuno secondo il suo carisma e la sua occupazione, che condividono la stessa spiritualità che li invita a vivere "nel cuore della città, nel cuore di Dio”. I monaci e le monache vivono insieme i momenti di preghiera, ma appartengono a due diverse fraternità, distinte anche giuridicamente.
I due istituti monastici, maschile e femminile, intendono far vivere ai membri lo spirito della solitudine monastica nel cuore delle grandi città. Attorno ad essi si sono gradualmente innestati altri rami, che formano insieme la "famiglia" di Gerusalemme: le Fraternità apostoliche, che estendono il carisma della famiglia monastica nella vita parrocchiale, e molte confraternite laiche, che condividono con i monaci la stessa spiritualità attraverso la liturgia e il Libro di vita scritto dal fondatore, padre Delfieux.

## Diffusione

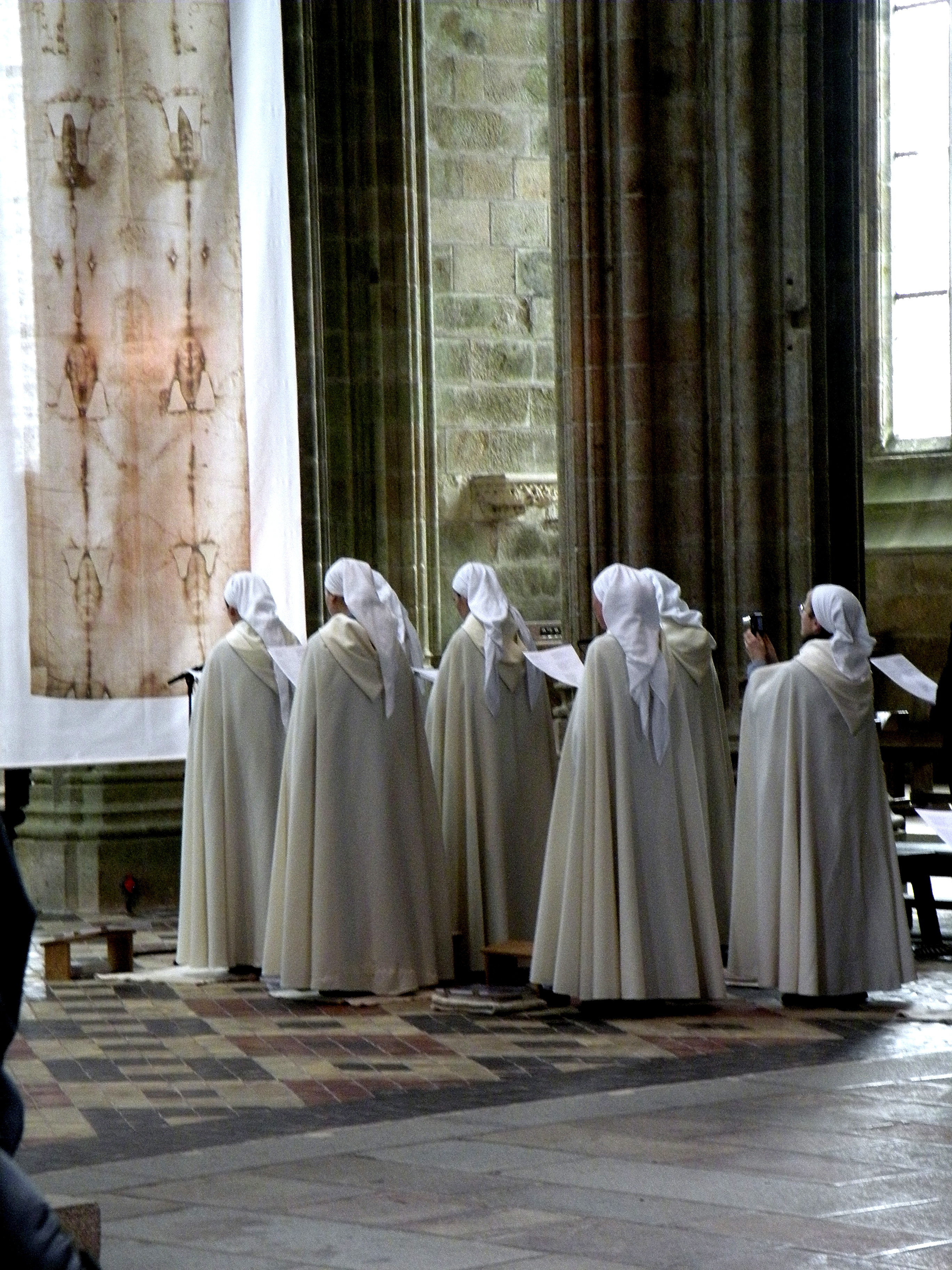
Monache delle Fraternità monastiche di Gerusalemme all'abbazia di Mont-Saint-Michel

Da Parigi, luogo di nascita, le Fraternità si sono sparse in altri luoghi in Francia e in varie nazioni in Europa e in America settentrionale.
- Francia:
  - Parigi, chiesa dei Santi Gervasio e Protasio (1975);
  - Vézelay, abbazia di Santa Maria Maddalena (1993);
  - Strasburgo, chiesa di San Giovanni (1995);
  - Mont Saint-Michel, abbazia di San Michele Arcangelo (2001);
  - La Ferté-Imbault, casa di accoglienza Magdala (1985);
  - Tarbes, cattedrale di Tarbes e parrocchia di Ossun (1995).
- Italia:
  - Firenze, badia Fiorentina (1998);
  - Pistoia, parrocchia di San Paolo (1998);
  - Gamogna, eremo di San Barnaba (1998);
  - Roma, chiesa di San Sebastiano al Palatino (2016).
- Canada:
  - Montréal, santuario del Santissimo Sacramento (2004).
- Germania:
  - Colonia, chiesa di San Martino (2009).
- Polonia:
  - Varsavia, chiesa di Nostra Signora di Gerusalemme (2010).

Dal 2006 al 2016 sono state presenti a Roma nella chiesa della Trinità dei Monti; dal 2001 al 2017 sono state presenti in Belgio nella chiesa di Sant'Egidio a Bruxelles.